# Argulus spinulosus
Argulus spinulosus is een visluizensoort uit de familie van de Argulidae. De wetenschappelijke naam van de soort is voor het eerst geldig gepubliceerd in 1980 door Silva.